# Trifurcula anthyllidella
Trifurcula anthyllidella là một loài bướm đêm thuộc họ Nepticulidae. Nó được tìm thấy ở Tây Ban Nha, on Mallorca và along the South và East coast from Cadiz to Girona on limestone, up into the mountains.
Sải cánh dài 5.6–7.4 mm đối với con đực và 5.6–7.1 mm đối với con cái.
Ấu trùng ăn Anthyllis cytisoides và Anthyllis terniflora. The mine the leaves of their host plant. 